# Philippeville (okręg)
Philippeville (fr. Arrondissement administratif de Philippeville, nld. Arrondissement Philippeville, niem. Bezirk Philippeville) – okręg w północnej Belgii, w Regionie Walońskim, w prowincji Namur.  

## Podział administracyjny
Okręg podzielony jest na siedem gmin (nld. gemeente, fr. commmune, niem. Gemeinde), w skład których wchodzi 76 dzielnic (deelgemeente)
| - Cerfontaine - Daussois - Senzeilles - Silenrieux - Soumoy - Villers-Deux-Églises - Couvin, miasto - Aublain - Boussu-en-Fagne - Brûly-de-Pesche - Cul-des-Sarts - Dailly - Frasnes-lez-Couvin - Gonrieux - Le Brûly - Mariembourg (Marienburg) - Pesche - Petigny - Petite-Chapelle - Presgaux - Doische - Gimnée - Gochenée - Matagne-la-Grande - Matagne-la-Petite - Niverlée - Romerée - Soulme - Vaucelles - Vodelée - Florennes - Corenne - Flavion - Hanzinelle - Hanzinne - Hemptinne - Morialmé - Morville - Rosée - Saint-Aubin - Thy-le-Bauduin | - Philippeville, miasto - Fagnolle - Franchimont - Jamagne - Jamiolle - Merlemont - Neuville - Omezée - Roly - Romedenne - Samart - Sart-en-Fagne - Sautour - Surice - Villers-en-Fagne - Villers-le-Gambon - Vodecée - Viroinval - Dourbes - Le Mesnil - Mazée - Nismes - Oignies-en-Thiérache - Olloy-sur-Viroin - Treignes - Vierves-sur-Viroin | - Walcourt, miasto - Berzée - Castillon - Chastrès - Clermont - Fontenelle - Fraire - Gourdinne - Laneffe - Pry - Rognée - Somzée - Tarcienne - Thy-le-Château - Vogenée - Yves-Gomezée |